# Толстовство

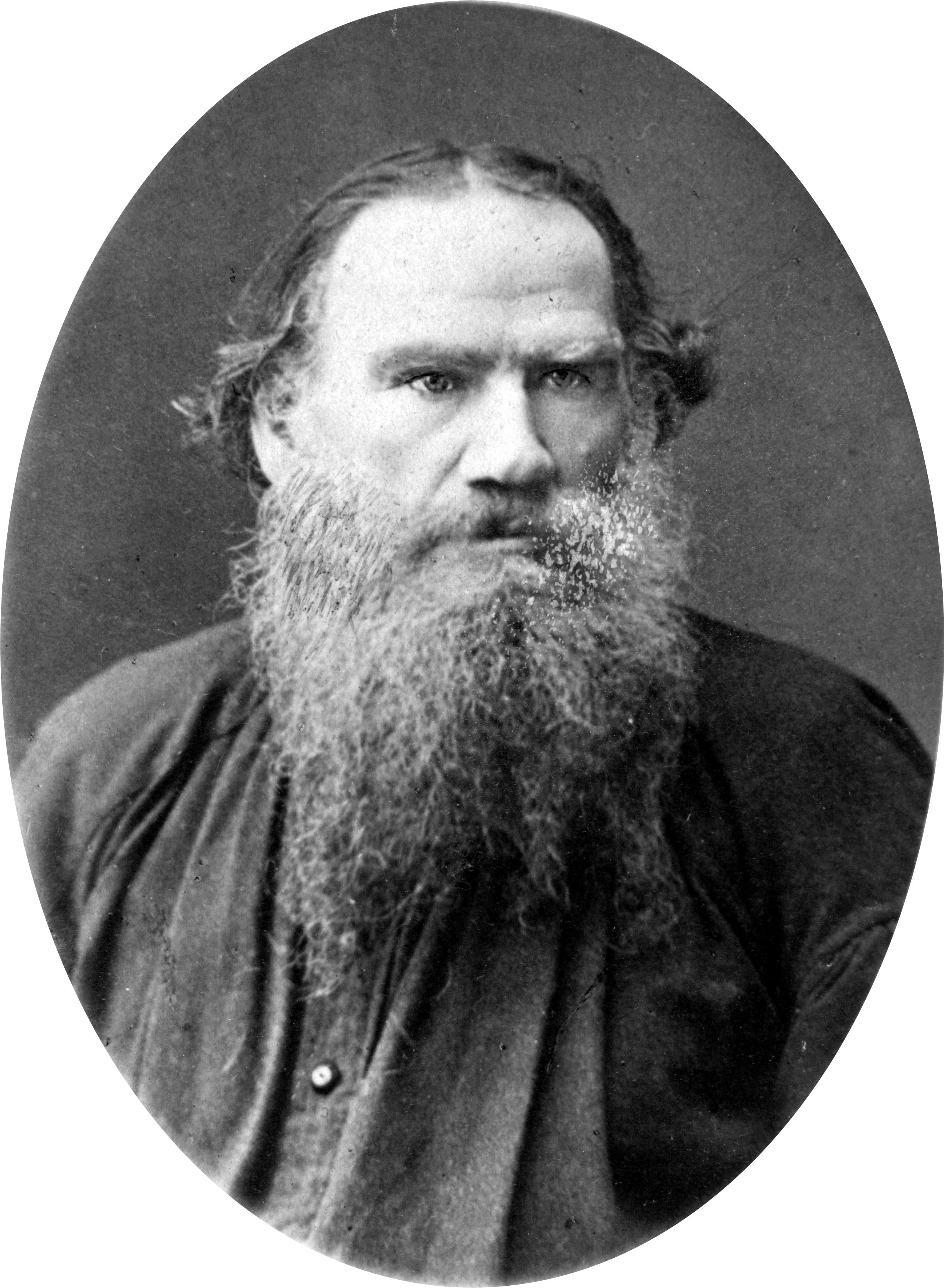
Толстовство виникло в Росії на основі вчення Льва Толстого

Толстовство (рух толстовців) — релігійно-етичний суспільний рух у Росії, що виник під час політичної реакції 1880-их років під впливом ідей і творчості Льва Толстого. Головними принципами були 5 заповідей Толстого: не гнівайся, не перелюбствуй, не клянись, не протився злу насиллям, возлюби ворога свого, як себе самого. Толстовці виступали проти засилля офіційної Російської православної церкви, не визнавали церковний клір.

## Початки
У 1879 р. Лев Толстой, переживаючи глибоку душевну кризу, якого мучили думки про самогубство, повернувся із прощі до Києво-Печерської лаври і Троїце-Сергієвої лаври і сів писати «Исповедь». У березні 1882 року з ним трапилася відома сцена у весняному лісі, коли він зрозумів, що жити можна тільки тоді, коли шукаєш Бога. У квітні 1882 р. йому приснився сон про твердість віри. Обидва епізоди включені в «Исповедь», роботу над котрою Толстой закінчив у 1882 році. Протягом 1883–1884 рр. він написав трактат «В чем моя вера?».
У грудні 1883 р. у Москві Толстой познайомився з відставним офіцером Володимиром Чертковим (1854–1936), котрий у 1881 році покинув військову службу під впливом ідей євангелістської секти «пашковців», створеної під впливом місії англійського лорда Редстока його дядьком по матері полковником В. Пашковим. Дізнавшись, що Лев Толстой сповідує подібні ідеї, Володимир Чертков почав шукати зустрічі з письменником. Відтоді вони стали близькими друзями. На пропозицію Толстого Чертков організував у Москві видавництво «Посредник» для випуску книжок для народу.
Через Черткова із Толстим познайомився Павло Бірюков (1860–1931), котрий так само покинув військову службу з подібних мотивів і почав працювати у видавництві «Посредник».
Відтоді почав формуватися рух толстовців. Колонії толстовців (так звані «культурні скити» виникають у Тверській, Симбірській, Харківській губерніях, Закавказзі. Лідером руху став Чертков, як керівник видавництва «Посредник».
У 1887 році заборонені твори Льва Толстого потрапили до рук Іванові Трегубову (1858–1931) — викладача духовного училища у Полтаві. Захопившись його поглядами, Трегубов почав поширювати їх в училищі серед вихованців, а в 1888 р. порвав із православ'ям і перейшов до толстовців. Одним з його учнів був Георгій Гапон (1870–1906).
Того року відзначалося 900-ліття хрещення Русі. Трегубов закликав пройти урочистою ходою з хоругвами, іконами і мощами по Києву і скинути їх в Дніпро, як колись князь Володимир Великий скинув язичницьких ідолів. Трегубов вивчав сектантські рухи штундистів (баптистів і п'ятидесятників), молоканів (був поширений серед німецьких колоністів), єговістів, духоборів (одне з відгалужень старообрядництва (старовірів)). У 1891 році він зустрівся із Львом Толстим.

## Криза

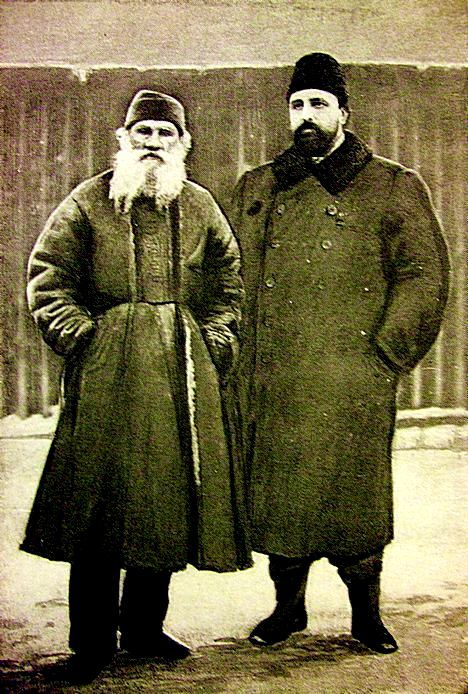
Лев Толстой і Володимир Чертков

У 1895 році виникло заворушення у середовищі духоборів. Один із них, Петро Верігін закликав духоборів знищити всю зброю, яку селяни мали по хатах і відмовлятися від військової служби. Проти духоборів почалися репресії. На їх захист виступив Лев Толстой, порівнюючи ситуацію з гоніннями на перших християн. Павел Бірюков виїхав на Кавказ шукати контактів із ними.
В результаті ідеї і практика духоборів, зокрема заперечення військової служби, значною мірою, були адаптовані толстовцями.
У 1896 р. Бірюков разом із Чертковим та Іваном Трегубовим випустили відозву «Помогите!», закликаючи громадськість допомогти духоборам емігрувати з Росії. Через це у 1897 році на толстовців посипалися репресії. Вчення було оголошене шкідливим, Володимира Черткова вислали в Англію, Бірюкова і Трегубова — в Курляндію.
В Англії Чертков заснував нове видавництво. Скоро до нього прибули Бірюков і Трегубов. Натомість видавництво «Посредник» у Москві очолив Іван Горбунов-Посадов (1864–1940).
В Англії Чертков зійшовся з анархістами. У 1898–1899 роках він разом із Петром Кропоткіним організував переселення 8 тисяч духоборів до Канади у провінцію Саскачеван. Щоб допомогти грошима, Лев Толстой дописав і видав роман «Воскресение».
За виступи проти офіційної церкви Толстого у 1901 році відлучили від церкви.

## Відновлення

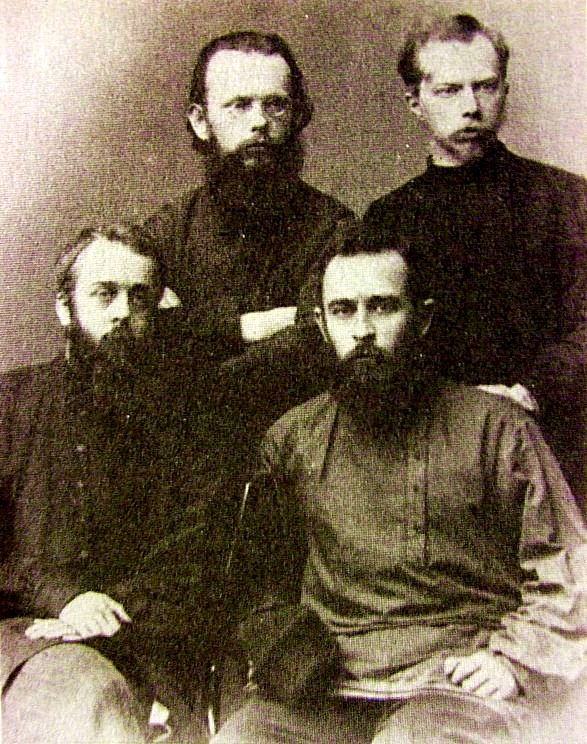
Толстовці: Іван Трегубов, Іван Горбунов-Посадов (стоять), Павло Бірюков, Євгеній Попов (сидять)

З початком революції в Росії у 1905 році Іван Трегубов повернувся з-закордону і приєднався до секти «мальованців» (штундо-хлисти, одна зі старообрядницьких сект, що була заснована у 1890 в Таращі Київської губернії Кіндратом Мальованим). У 1907 році він прибув до Петербурга. Під впливом монаха Іоана Чурикова Трегубов почав проповідувати серед толстовців відмову від вживання м'яса, алкоголю і тютюну. Під його впливом толстовці стали вегетаріанцями (хоча вживали молочні продукти), а згодом почали відмовлятися від використання худоби у сільському господарстві.
Того ж року до Росії повернулися Володимир Чертков і Павло Бірюков. Чертков придбав село Телятинки біля Ясної Поляни, яке стало центром толсовського руху.
Іван Горбунов-Посадов почав видавати журнал «Свободное воспитание» (виходив протягом 1907–1918). У 1908 році Іван Трегубов заснував «Общину свободных христиан», яка налічувала близько 50 членів. Проте зареєструвати її не змогли.
Після поразки революції толстовців знову починають переслідувати. У 1909 заарештували Ніколая Гусєва (1882–1967), котрий у 1907–1909 роках був особистим секретарем Льва Толстого, за поширення заборонених творів письменника. Після Гусєва особистим секретарем Льва Толстого став Валентин Булгаков (1886–1966).
У 1910 році Лев Толстой помер. За його літературну спадщину почалися конфлікти між сім'єю письменника (дружина Софія Андріївна) і толстовцями в особі Володимира Черткова.
На початок Першої світової війни у 1914 році толстовці відгукнулися антивоєнною відозвою «Отямтеся, люди-браття!» (рос. «Опомнитесь, люди-братья!») авторства Івана Трегубова і Валентина Булгакова. У відповідь усіх, хто підписав відозву, арештували. Оскільки Петро Кропоткін підтримав вступ Росії у війну, толстовці порвали з анархістами.
Після Лютневої революції і Жовтневого перевороту 1917 року в Росії починається розквіт толстовського руху. У 1920 році у Москві відбулися публічні дискусії толстовців з православним священиком, єврейським рабином, поетом-символістом В'ячеславом Івановим і наркомом культури Анатолієм Луначарським, в яких незмінно Чертков і Булгаков брали верх.
Початок 1920-их років став «золотим віком» толстовців. Виникають численні толстовські комуни, артілі, «Общини истинной свободы». Виходять у світ численні газети «Единение» (згодом перейменована у «Голос Толстого и единение», потім в «Обновление жизни») за редакцією Володимира Черткова, журнал «Истинная свобода» за редакцією Валентина Булгакова. Рух налічує близько 30 тисяч послідовників. Продовжував діяти Музей Льва Толстого у Москві, директором якого протягом 1916–1923 рр. був Булгаков.

## Занепад
Після відходу від влади більшовицького прем'єр-міністра Володимира Леніна у 1922 році знову почалися репресії проти толстовців. За участь у діяльності Комітету допомоги голодуючим Поволжя (1921) і зв'язки із Заходом, зокрема з Фрітьофом Нансеном, вислано з СРСР до Чехословаччини у 1923 році Валентина Булгакова. Того ж року емігрував до Канади до духоборів Павел Бірюков, який до того часу працював керівником відділу рукописів Музею Льва Толстого у Москві. Учасників толстовського руху арештовували, гуртки і комуни закривали, зокрема видавництво «Посредник» і «Вегетарианское общество имени Л. Толстого» у Москві. Залишився тільки гурток навколо Володимира Черткова, проте у 1928 році 5-ох його молодших учасників відправили на Соловки. У 1929 р. арештували Івана Трегубова, який помер на засланні в Казахстані.
Тільки Валентин Булгаков, раніше висланий до Чехословаччини, відбувши ув'язнення в німецькому концтаборі, у 1948 році повернувся з Праги до СРСР. Він працював директором Музею Льва Толстого в Ясній Поляні аж до своєї смерті.

## Сучасний стан
Сьогодні толстовські осередки існують в Західній Європі, Північній Америці, Індії, Японії, Болгарії. 
У Росії існує товариство «Толстовцы», що налічує близько 500 членів.